# Ciclismo ai Giochi della V Olimpiade
Nel programma delle gare di ciclismo dei Giochi della V Olimpiade di Stoccolma vi erano due titoli, individuale e a squadre, assegnati al termine di un'unica gara su strada disputata il 7 luglio come cronometro individuale. La classifica finale della prova a squadre fu determinata sommando i tempi dei primi quattro corridori di ogni nazione meglio piazzati nella graduatoria individuale.

## Podi

### Uomini
| Evento                       | Oro                                                     | Prestazione | Argento                                                                   | Prestazione | Bronzo                                                              | Prestazione |
| Ciclismo su strada           |                                                         |             |                                                                           |             |                                                                     |             |
| Corsa individuale (dettagli) | Rudolph Lewis                                           | 10h42'39"   | Frederick Grubb                                                           | a 8'45"     | Carl Schutte                                                        | a 9'59"     |
| Corsa a squadre (dettagli)   | Svezia Erik Friborg Ragnar Malm Axel Persson Algot Lönn | 44h35'33"   | Regno Unito Frederick Grubb Leonard Meredith Charles Moss William Hammond | a 9'06"     | Stati Uniti Carl Schutte Alvin Loftes Albert Kruschel Walter Martin | a 12'22"    |

## Medagliere
| Pos.   | Paese       | Oro | Argento | Bronzo | Totale |
| ------ | ----------- | --- | ------- | ------ | ------ |
| 1      | Sudafrica   | 1   | 0       | 0      | 1      |
| 1      | Svezia      | 1   | 0       | 0      | 1      |
| 3      | Regno Unito | 0   | 2       | 0      | 2      |
| 4      | Stati Uniti | 0   | 0       | 2      | 2      |
| Totale | Totale      | 2   | 2       | 2      | 6      |